# Дёмин, Максим Викторович
Максим Викторович Дёмин (род. в октябре 1969) — российский и британский предприниматель, миллиардер. Бывший владелец футбольного клуба «Борнмут», который во времена владения Деминым вышел в Премьер-лигу.

## Биография
До 1997 года Максим Демин работал консультантом в американской аудиторской компании Arthur Andersen, откуда перешел в «Татнефть». После кризиса 1998 года он участвовал в реструктуризации задолженности предприятия перед иностранными банками, организации новых займов, в 2000 году стал советником гендиректора компании Шафагата Тахаутдинова по финансовым вопросам.
В 2005 году Демин ушел из «Татнефти» и переехал в Лондон, где открыл компанию Wintel Petrochemicals Limited, занимающуюся нефтетрейдингом. Согласно отчетности с 2005 до 2013 годы компания принесла Демину более £13,3 млн чистой прибыли. Также в 2006 году Демин владел 6,1 % акций банка «Зенит», а также совместно с партнерами Алексеем Соколов, Игорем Аванесяном и Антоном Большаковым вложили 4,7 млрд рублей в «Независимую страховую группу» и приобрели 30 % акций банка «Ак Барс». Активы в банковском бизнесе Демин продал во время кризиса 2008 года.

### Борнмут
В 2010 году Дёмин с семьёй переехал из Лондона в небольшой курортный город Борнмут на берегу Ла-Манша и планировал построить дом на полуострове Сэндбэнкс для чего нанял предпринимателя Эдди Митчелла. Последний к тому же оказался владельцем футбольного клуба «Борнмут» на игры которого они стали ходить вместе с Деминым. Клуб тогда играл в четвертом футбольном дивизионе и переживал не лучшие финансовые времена. По просьбе Митчелла Максим Демин предоставил займ в £400 тысяч на развитие клуба, а когда годом позднее Эдди не смог вернуть долг, Демин выкупил 50 % акций клуба добавив еще £450 тысяч.
Демин пригласил в клуб команду российских менеджеров, с которыми работал еще в банке «Зенит», на должность главного тренера утверждён Эдди Хау, который всю карьеру провел в «Борнмуте» и стал главным тренером в 34 года.  В 2015 году на 4-й год владения Деминым клуб впервые за 116 лет своего существования поднялся в Премьер-лигу. В элитном английском дивизионе клуб продержался 5 лет, вылетев в сезоне 2019/20 в последнем туре.
В декабре 2022 года Демин продал 100 % акций клуба «Борнмут» американскому бизнесмену Биллу Фоули и компании Black Knight Football Club, которая также владеет хоккейным клубом «Вегас Голден Найтс». Сумма сделки оценивалась в £150 млн.